# Asociación de Fútbol de Cartagena Féminas
El AF Cartagena Féminas es un equipo de fútbol femenino de la ciudad de Cartagena (Murcia) España. Fundado en 2007. Actualmente el equipo milita en Segunda División, segunda categoría absoluta del fútbol femenino español después de haber conseguido el ascenso en la temporada 2013-14.
Las iniciales AFCT provienen del nombre del Club, la Asociación de Fútbol Cartagena Féminas.

## Historia

### Los orígenes
En la temporada 2007-08 el club EF San Ginés, encabezado por el técnico José Antonio Soler Valverde, Tilín, pensó en sacar un equipo femenino para competir a nivel regional. En su primera temporada de vida quedó en cuarta posición de la liga regional.
Para la temporada 2008-09, la AFCT (Asociación de Fútbol de Cartagena y Comarca) se hizo cargo del equipo, llamándose así AFCT Féminas, una especie de selección regional del Campo de Cartagena que llegó a contar con 25 jugadoras. Compitió en la recién creada Liga Autonómica, obteniendo la segunda posición. Entonces el equipo no tenía un campo estable, disputando sus partidos en distintos campos de Cartagena como el Estadio Cartagonova, Gómez Meseguer, CD Dolorense, Nueva Cartagena, Urb. Mediterráneo o Alumbres.

### El Club actual
En la temporada 2009-10 algunas jugadoras, junto con otras directivas, constituyeron un nuevo club: la Asociación de Fútbol de Cartagena Féminas, con el objetivo de potenciar y desarrollar la integración en la sociedad de la mujer a través del deporte. En esa temporada el equipo no pasa del séptimo puesto.
En la temporada 2010-11 el Club contrata al técnico José Luis Rodrigo, Pitu, el cual continúa actualmente dirigiendo al equipo cartagenero, quedando en quinto lugar. En la temporada 2011-12 el equipo se quedó a un paso del ascenso a la Segunda División al quedar en segunda posición de la Liga Autonómica.
En la temporada 2012-13 quedó en tercera posición y tampoco logró ascender. Finalmente consiguió campeonar en la temporada 2013-14 y ascender a Segunda División.

### Clasificaciones en Liga
| - 2007-08: Regional (4º) - 2008-09: Liga Autonómica (2º) - 2009-10: Liga Autonómica (7º) - 2010-11: Liga Autonómica (5º) | - 2011-12: Liga Autonómica (2º) - 2012-13: Liga Autonómica (3º) - 2013-14: Liga Autonómica (1º) |

 - Ascenso 

 - Descenso 

## Junta Directiva
- Presidenta: Trinidad Martínez Carmona
- Vicepresidente: Domingo López Castiñeiras
- Secretaria: Conchi Pérez Cervantes
- Tesorera: Ana Victoria Candela Mateo
- Vocal: José Antonio Paredes Illán
- Vocal: José Luis Rodrigo Aparicio

## Uniforme
- Uniforme titular: Camiseta a rayas blancas y negras, pantalón negro, medias negras.
- Uniforme alternativo: Camiseta granate, pantalón granate, medias granates.

## Estadio
El equipo juega sus partidos en el Campo de fútbol San Juan Bosco (Salesianos), de Cartagena. Es un campo de césped artificial.

## Datos del club
- Temporadas en Regional (1): 2007-08
- Temporadas en Liga Autonómica (6): 2008-09 a 2013-14
- Mejor puesto en la liga: 1º (Liga Autonómica, temporada 2013-14)
- Peor puesto en la liga: 4º (Liga Regional)